# Losap
Losap är en ö i Mikronesiska federationen.   Den ligger i kommunen Losap Municipality och delstaten Chuuk, i den västra delen av landet, 600 km väster om huvudstaden Palikir. Arean är 1,0 kvadratkilometer.
Terrängen på Losap är mycket platt. Öns högsta punkt är 32 meter över havet.